# Heriades sauteri
Heriades sauteri är en biart som beskrevs av Cockerell 1911. Heriades sauteri ingår i släktet väggbin, och familjen buksamlarbin. Inga underarter finns listade i Catalogue of Life.